# Braunschweig LF 1 Zaunkönig
Braunschweig LF 1 Zaunkönig („střízlík“) bylo německé experimentální letadlo s vlastnostmi STOL vyvinuté v období druhé světové války. Bylo specializováno pro pomalý let s krátkým vzletem a přistáním. Celkem byly do roku 1957 postaveny čtyři prototypy.

## Vývoj a popis

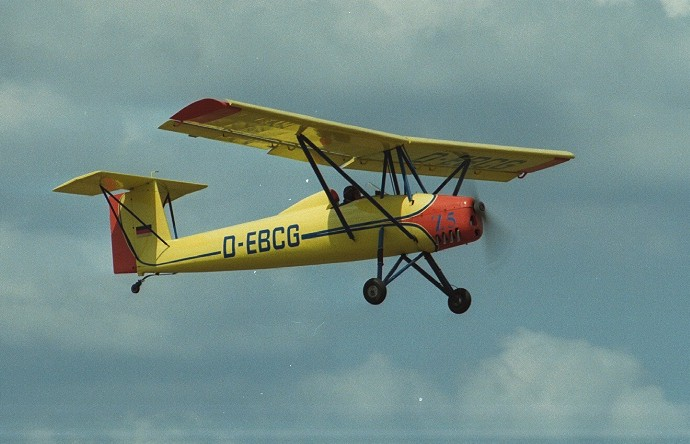
LF 1 za letu

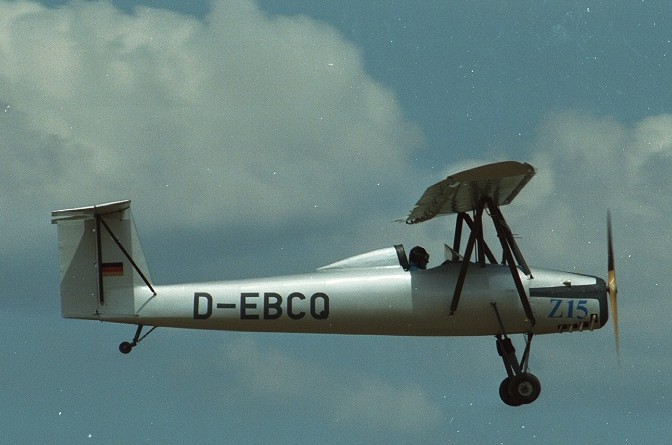
LF 1 za letu

Letoun postavili v letech 1941–1942 studenti Technické vysoké školy v Braunschweigu, vedení ing. Hermannem Winterem. Winter měl dlouholeté zkušenosti v leteckém průmyslu. V letech 1925–1931 pracoval v bulharské letecké továrně DAR v Božurišti. Výsledkem bylo několik spíše průměrných letounů. Po návratu do Německa Winter nějaký čas vyučoval a krátce též pracoval jako vedoucí konstruktér firmy Fieseler, kde se zapojil do prací na dokončení vývoje letounu Fi 156. Později nastoupil na školu v Braunschweigu, kde se zabýval především problematikou letounů s krátkým vzletem a přistáním. Pro ověření jeho poznatků byl postaven jednoduchý letounek LF 1 (Langsam flug – pomalý let).
První prototyp nesl imatrikulaci D-YBAR. Datum jeho prvního letu není známo. Během zkoušek prototyp havaroval na letišti Braunschweig-Waggum. Ve zkouškách pokračoval druhý prototyp (rovněž D-YBAR). Kvůli blížící se frontě bylo zvažováno ozbrojení letounu, nad jehož křídlo byla improvizovaně umístěna pancéřová pěst.
Na sklonku války byl druhý prototyp ukryt a následně ukořistěn Brity, kteří jej odvezli do RAE Farnborough a opatřili imatrikulací G-ALUA (sériové číslo VX190). Letoun byl testován a později vyřazen. Několik let po válce byla Německu povolena stavba letadel a v Braunschweigu byl postaven třetí prototyp D-EBAR. Při prvním letu konaném na letišti Braunschweig-Waggum se v něm 28. dubna 1957 zabil známý stíhací pilot Heinz Bär. Ve stejném roce vznikl ještě čtvrtý prototyp D-ECER, později prodaný do Švédska.

## Konstrukce
Jednalo se o jednomotorový jednomístný hornoplošník, jehož křídlo bylo opatřeno slotem po celém rozpětí a štěrbinovými vztlakovými klapkami. Ocasní plochy měly tvar písmene T. Podvozek byl pevný příďový. Letoun poháněl invertní čtyřválec Zündapp 9-092 o výkonu 51 k (37,5 kW).

## Specifikace (LF 1)

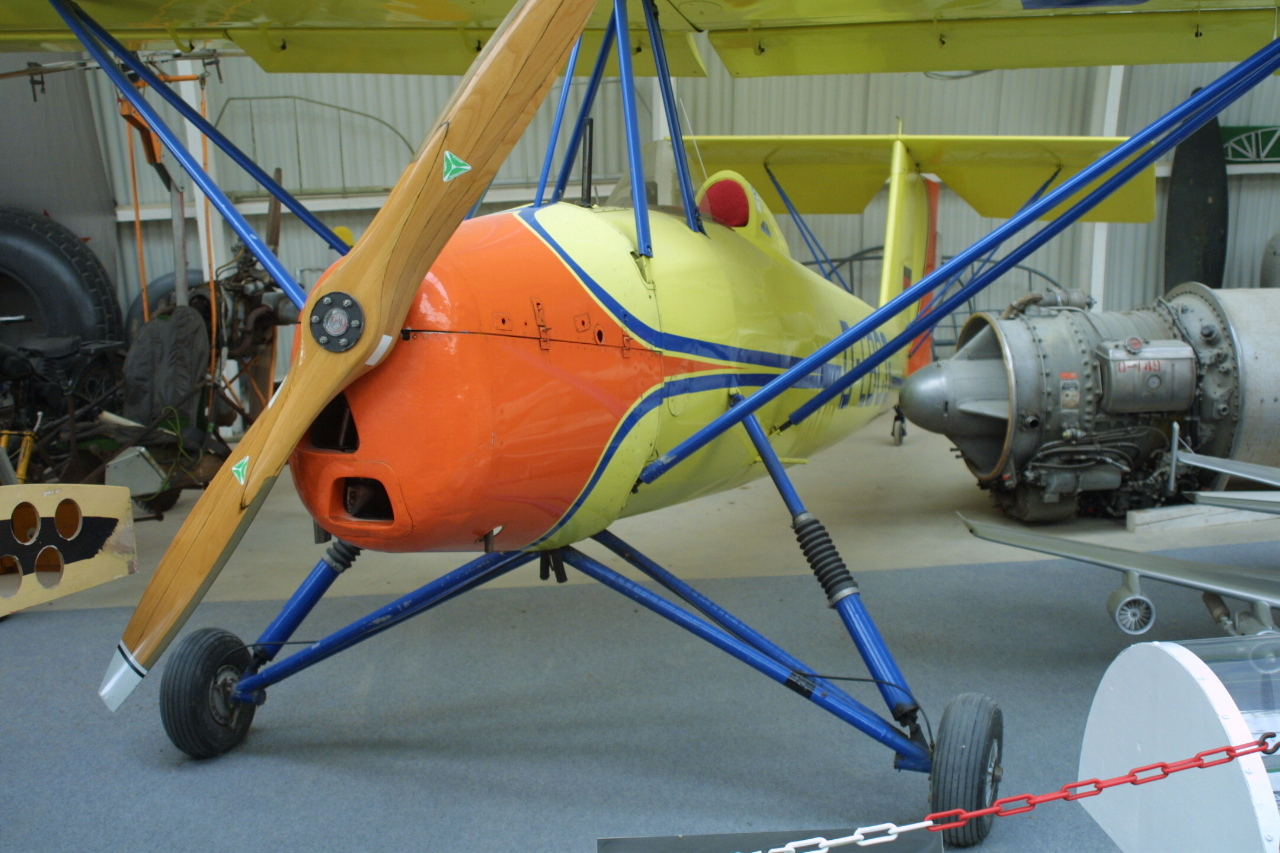
LF 1

Údaje dle

### Technické údaje
- Posádka: 1
- Rozpětí: 8,02 m
- Délka: 6,08 m
- Výška: 2,38 m
- Nosná plocha: 8,49 m²
- Hmotnost prázdného letounu: 251 kg
- Vzletová hmotnost : 355 kg
- Pohonná jednotka: 1× invertní čtyřválec Zündapp 9-092
- Výkon pohonné jednotky: 51 k (37,5 kW)

### Výkony
- Maximální rychlost: 166 km/h
- Minimální rychlost: 47 km/h
- Dostup: 4180 m
- Dolet: 450 km
- Délka vzletu: 64–80 m
- Délka přistání: 25–42 m

### Výzbroj
- 1× Panzerfaust 100